# Attenfeld
Attenfeld, ein Kirchdorf und der kleinste Gemeindeteil der Gemeinde Bergheim im Landkreis Neuburg-Schrobenhausen, liegt im Bereich des Jura westlich der Straße Nassenfels–Neuburg an der Donau.

Zur Gemarkung gehört auch noch die Einöde Igstetterhof.

## Geschichte
Der spektakuläre Fund eines Faustkeils aus Quarzit im Jahr 1989 in einer Lehmgrube einer Ziegelei zeigt, dass der Mensch bereits im Altpaläolithikum (etwa 500.000 v. Chr.) in der Flur um das heutige Attenfeld unterwegs war, die damals noch südlich der Urdonau lag. Weitere Funde wurden aus der Mittel- und Jungsteinzeit (8000 bis 1800 v. Chr.) gemacht. Die ersten Ansiedlungen stammen aus der Bronze- und der Hallstattzeit. Dies belegen Funde von Siedlungsgruben, Keramik und Scherben sowie Hügelgräber.
Aus der Römerzeit wurde ein Gutshof zwischen Attenfeld und Igstetter Hof gefunden; an letzterem kam bereits 1631 ein römischer Meilenstein aus dem 3. nachchristlichen Jahrhundert zutage (Original heute in Mannheim). Attenfeld selbst ist erstmals im Urbar des Marschalls von Pappenheim im Jahr 1214 als „Attenvelt“ erwähnt. Der Name könnte sich von „Odinsfeld“, Feld des Odin, oder von „Attafeld“, der Väter Feld, ableiten. 
Seit 1219 gehörte die Pfarrei zum Zisterzienserkloster und Reichsstift Kaisheim, grundherrlich jedoch dem Bischof von Eichstätt. Es gab einen Ortsadel: 1291 und 1304 wird Heinrich von Attenfeld als Vogt des Grafen von Hirschberg erwähnt. 1321 wird ein Chunrad Attenvelder genannt. Die Attenfelder hatten an mehreren Orten Besitz: So hatten sie den Meierhof von Kirchanhausen bis circa 1435 als gräfliches beziehungsweise bischöfliches Lehen inne, und in Eglofsdorf besaß Cohel (= Kunz) Attenfelder im 15. Jahrhundert ein Gut.
1656 tauschte das Hochstift Eichstätt Attenfeld nach Pfalz-Neuburg für den Ort Pfalzpaint im Altmühltal, seit 1509 pfalz-neuburger Hoheitsgebiet mitten im Eichstättischen Herrschaftsgebiet. 
Gemeindemäßig zur Ortschaft Bergen gehörend, erlangte Attenfeld 1839 die Selbstständigkeit und bildete – zusammen mit dem Einödhof „Igstetter Hof“ als dem Rest eines mittelalterlichen Pfarrdorfes – eine eigenständige Gemeinde. Mit der Gemeindegebietsreform des Freistaates Bayern kam der Ort am 1. Mai 1978 zur Gemeinde Bergheim.

## Baudenkmäler

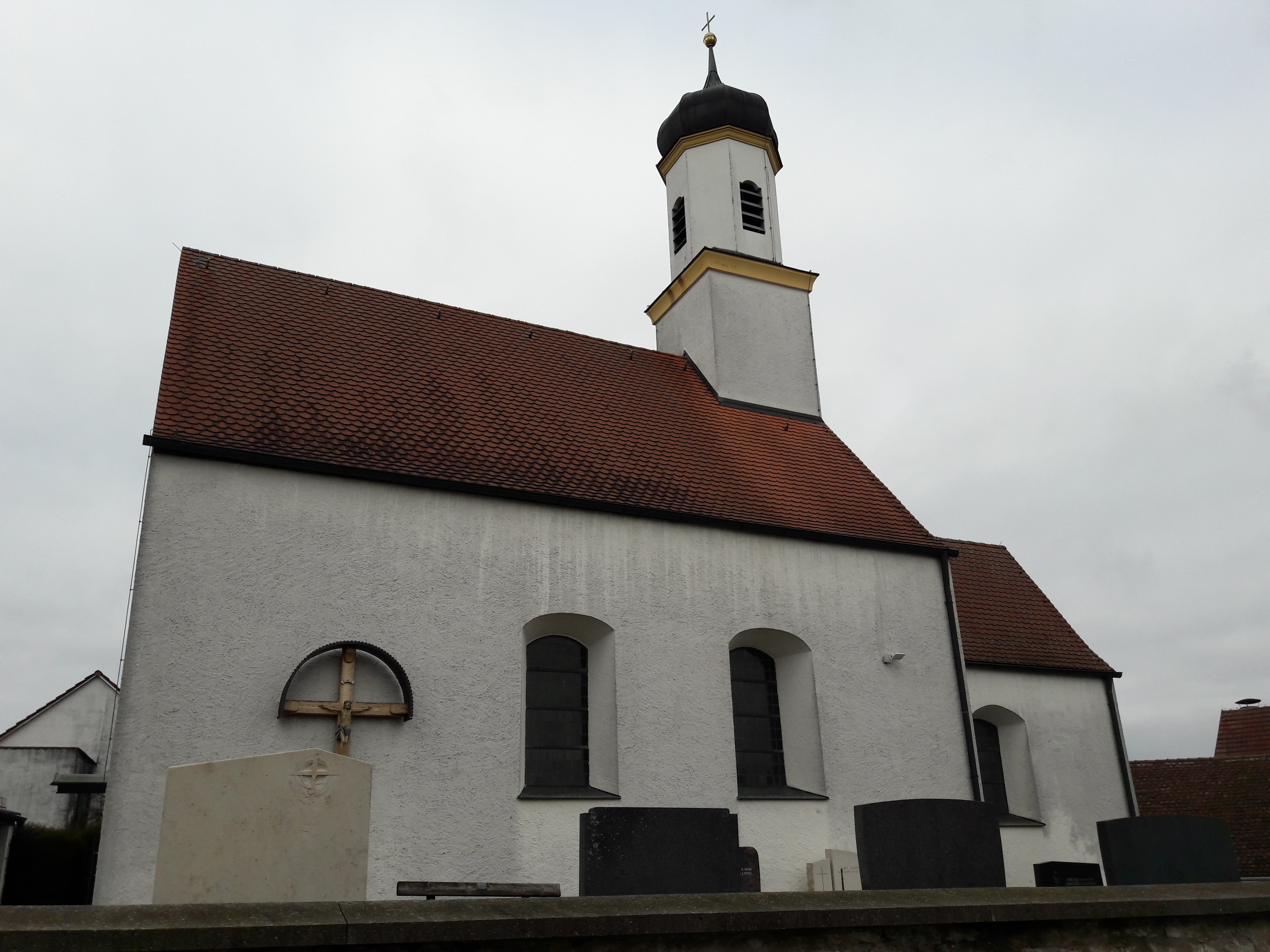
Kirche Sankt Ägidius in Attenfeld

Die Attenfelder Kirche Hl. Aegidius, Filialkirche von Egweil, ist ein ursprünglich spätromanischer Bau des 12. und 13. Jahrhunderts. 1713 wurde ein neuer Altar geweiht, dessen Stelle 1803 ein neuer, frühklassizistischer Altar einnahm, der 1848 erneuert wurde. Am Hochaltar findet man die Schnitzfiguren der Hll. Aegidius, Antonius und Walburga. Die Seitenaltäre zeigen Gemälde mit der hl. Cäcilia und der Anbetung der Hirten. 1730 erhielt die Kirche auf dem Ostgiebel einen Turmaufsatz. 1911 fand eine vollständige Innenrenovierung statt und man baute eine neue Bittner-Orgel ein.
Die Waldkapelle Willibaldsruh, etwa 1 km nordwestlich im „Brunnholz“ gelegen, war ursprünglich aus Holz gebaut. Sie ist bereits auf einer Landgerichtskarte von 1588 eingezeichnet. Spätestens in der ersten Hälfte des 19. Jahrhunderts wurde sie durch einen Steinbau ersetzt. Neben ihr liegt ein größerer, natürlich gelochter Kreidequarzit (solche „Löchersteine“ gibt es als Karsterscheinungen im Attenfelder Forst mehrmals). Die Legende sagt, dass der hl. Willibald, als Missionar von Eichstätt kommend, sich hier ausruhte und auf wundersame Weise seinen Durst löschen konnte.

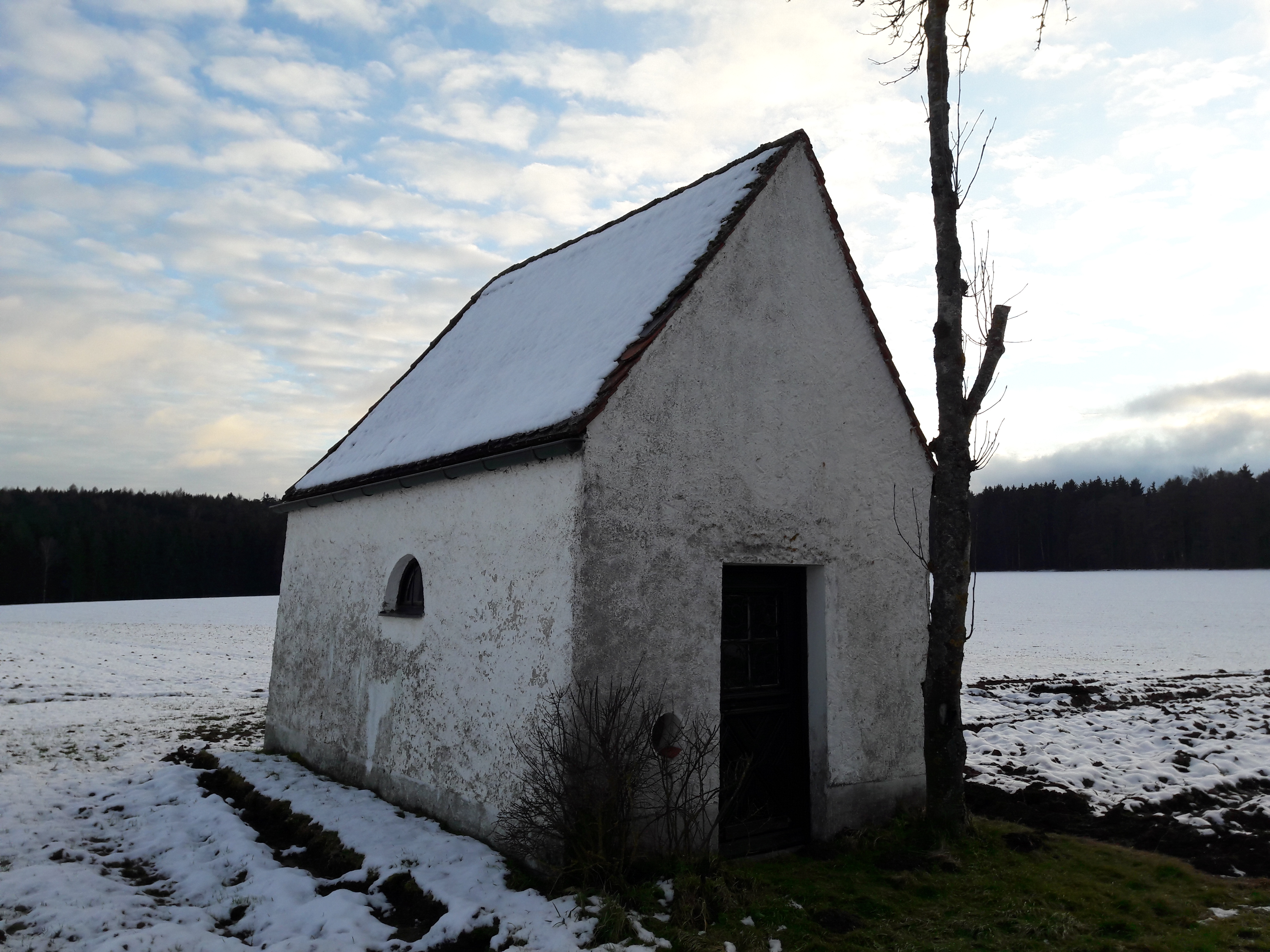
Kapelle Sankt Helena in Igstetten

In Igstetten (früher auch: Ittstetten) steht die Kapelle St. Helena. Sie geht wohl auf das 18. Jahrhundert zurück. Der Vorgängerbau, die 1057 durch den Eichstätter Bischof Gundekar II. konsekrierte Pfarrkirche St. Helena, ist spätestens im 17. Jahrhundert abgegangen.